# Marsdenia brasiliensis
Marsdenia brasiliensis är en oleanderväxtart som beskrevs av Joseph Decaisne. Marsdenia brasiliensis ingår i släktet Marsdenia och familjen oleanderväxter. Inga underarter finns listade i Catalogue of Life.